# 名誉大使
名誉大使（めいよたいし、英語: Honorary Ambassador）は、国際機関、国家、地方公共団体が国際親善や国際支援活動において寄与している人物。あるいは、寄与が期待される人物に委嘱される役職・称号である。

## 国家の名誉大使
その国に対し多額の投資や何らかの寄与的な行為を行ったり便宜や交流に尽力した場合、国が大使の称号を与えることがある。この場合の名誉大使は外交官と同じ待遇であり、場合によってはビザなどの発給に携わることもある。特に幾つかの国では多額の投資と引き換えに外交官特権を手に入れることができるため、セカンド・パスポートとして名誉大使の称号を手に入れることもある。

## 国際連合の名誉大使
国際連合においても国際会議や事業に際して名誉大使が任命される。ボランティア部門では、国際連合ボランティア名誉大使（国連ボランティア名誉大使）があり、国際連合（国連）の下部組織である国際連合ボランティア計画（UNV）によって国際連合ボランティアに委嘱される役職のひとつとして存在する。近年では、1993年4月、国際連合のボランティアとしてカンボジアでの活動中に殉職した日本人男性の遺志を継いだ実父が、勤務先を退職してボランティアとして活動を開始したのを機に、1993年6月、国連ボランティア名誉大使に任命されたのが主な例である。現在、国連ボランティア名誉大使の活動としては、国際連合のボランティアの一員として発展途上国の教育や開発の支援をする。そして、その経験を講演して国際連合の事業に対する国際的な理解と協力を得るための活動が展開されている。
また、その他、様々な国際会議でも名誉大使が任命され、日本の歌手MISIAに対して、2010年3月2日には生物多様性条約第10回締約国会議名誉大使に任命されたほか、2013年1月23日には第5回アフリカ開発会議（TICAD Ⅴ）名誉大使の称号が付与された。

## 地方公共団体の名誉大使
そのほか、日本の地方公共団体が名誉大使に委嘱または称号の贈呈を行う例としては、京都府名誉友好大使やとやま名誉友好大使など、各都道府県に在住している外国人や国外に住む出身者に国際親善活動を委嘱する目的で称号の贈呈を行う事例が確認できる。長崎県においては、観光事業の活性化のために長崎名誉観光大使を委嘱しているほか、熊本県では、県内出身の芸能人などに熊本誘遊大使を委嘱して県の広報に努める例もある。